# Fatoumata Balley
Fatoumata Balley (* 9. April 1997 in Conakry) ist eine guineeische Leichtathletin, die sich auf den Hochsprung spezialisiert hat und aktuell Inhaberin des Landesrekordes ist.

## Sportliche Laufbahn
Erste internationale Erfahrungen sammelte Fatoumata Balley im Jahr 2023, als sie bei den Spielen der Frankophonie in Kinshasa mit übersprungenen 1,76 m die Goldmedaille gewann. Im Jahr darauf nahm sie an den Afrikaspielen in Accra teil und gewann dort mit 1,81 m die Silbermedaille hinter der Ghanaerin Rose Yeboah. Im Juni gewann sie bei den Afrikameisterschaften in Douala mit 1,84 m die Bronzemedaille hinter der Ghanaerin Yeboah und Temitope Adeshina aus Nigeria. Anschließend verbesserte sie den Landesrekord in Angers auf 1,88 m.